# Lingua vepsa
La lingua vepsa (nome nativo: vepsän kel’; in finlandese: vepsän kieli; in russo: вепсский язык, vepsskij jazyk) è una lingua baltofinnica parlata in Russia.

## Distribuzione geografica
Al censimento russo del 2010 risultavano 3160 locutori di vepso, stanziati nella Repubblica di Carelia e nelle oblast' di Leningrado e di Vologda.

### Dialetti e lingue derivate
Questi sono i dialetti del Vepso:
- Vepso o čudo vepsä (standard più o meno dismesso basato sul Vepso centroccidentale) (Russia: parte orientale dell'oblast' di Leningrado e Vologda; Carelia meridionale: Prionežskij rajon)
  - Vepso settentrionale o dell'Onega Äänisvepsä o pohjoisvepsä [Ve.N] (Carelia: Prionežskij rajon; Russia, oblast' di Leningrado: Podporožskij rajon NE) (Prionežskij rajon: Šokš/Šokša/Šokšu, Vehkoja, Šoutarv/Šeltozero/Šoutjärv(i), Matvejanselg, Kaskeza/Kaskesručej/Kaskeza~Kaskesoja, Kal'eg/Rybreka/Kalajoki, Mecantaga/Zales'e/Metsantaka; parte nord-orientale del Podporožskij rajon Pervakat/Urickoe/Pervakoi, Himjoki)
  - Vepso centrale keskivepsä [Ve.C] (Russia: parte orientale dell'oblast' di Leningrado; parte occidentale dell'oblast' di Vologda)
    - Vepso occidentale [Ve.CW] (oblast' di Leningrado: parte sud-occidentale del Podporožskij rajon e Tichvinskij rajon; parte occidentale dell'oblast' di Vologda: parte occidentale del Vytegorskij rajon e parte occidentale del Babaevskij rajon) (Podporožskij rajon: Kekjärvi, Čikl/Čikozero/Tšikla, Karhil/Karginiči/Karhil(a), Nirkoila, Alažagj, Vilhal/Jaroslaviči/Vilhal, Vidla, Nemža, Järvide, Järvenkül'ä/Ozera/Järv(i)enkylä, Šondjal, Ladv/Ladva/Ladv~Latva, Makijärvi, Pecoil/Pelduši/Petsoil, Enar'v/Vonozero/Enarv, Nirgl/Nirginiči/Njurgoil; Tichvinskij rajon: Korbal/Korbiniči/Korbal~Korpala, Noidal/Nojdla/Noidal~Noitala, Korvoil//Korvoila; rajon Vytegra: Püütrask/Pelkaska/Pyyträsk; Babaevskij rajon: Päžar'/Pjažozero/Päžar~Päžjärvi)
    - Vepso orientale o vepso centrale proprio [Ve.CE] (parte occidentale dell'oblast' di Vologda: Vytegorskij rajon e Babaevskij rajon) (Vytegorskij rajon: Ošta, Torasjärvi, Väräsär'/Krivozero/Väräsär~Vääräjärvi, Šimgär'/Šimozero/Šimjärv, Nažamjärv, Särgjärv/Sjagrozero/Särgjärv ~Särkijärvi; Babaevskij rajon: Pondal/Pondala/Pondal~Pontala, Kuja/Kuja/Kuja, Voilaht/Vojlaxta/Voilahti)

  - Vepso meridionale o di Boksitogorsk etelävepsä [Ve.S] (Russia: oblast' di Leningrado: Boksitogorskij rajon) (Särgjärv [sic Posti], Laht, Tedroo, Kortlaht/Kortlaxta/Kortlaht, Vagär'/Beloeozero, Šidjärv/Prokuševo/Šidjärvi, Sodjärv/Sidorovo/Sodjärvi, Maigär'/Bobrozero, Čaigl/Čajgino, Arskaht'/Radogoša, Valkeajärvi)

## Sistema di scrittura

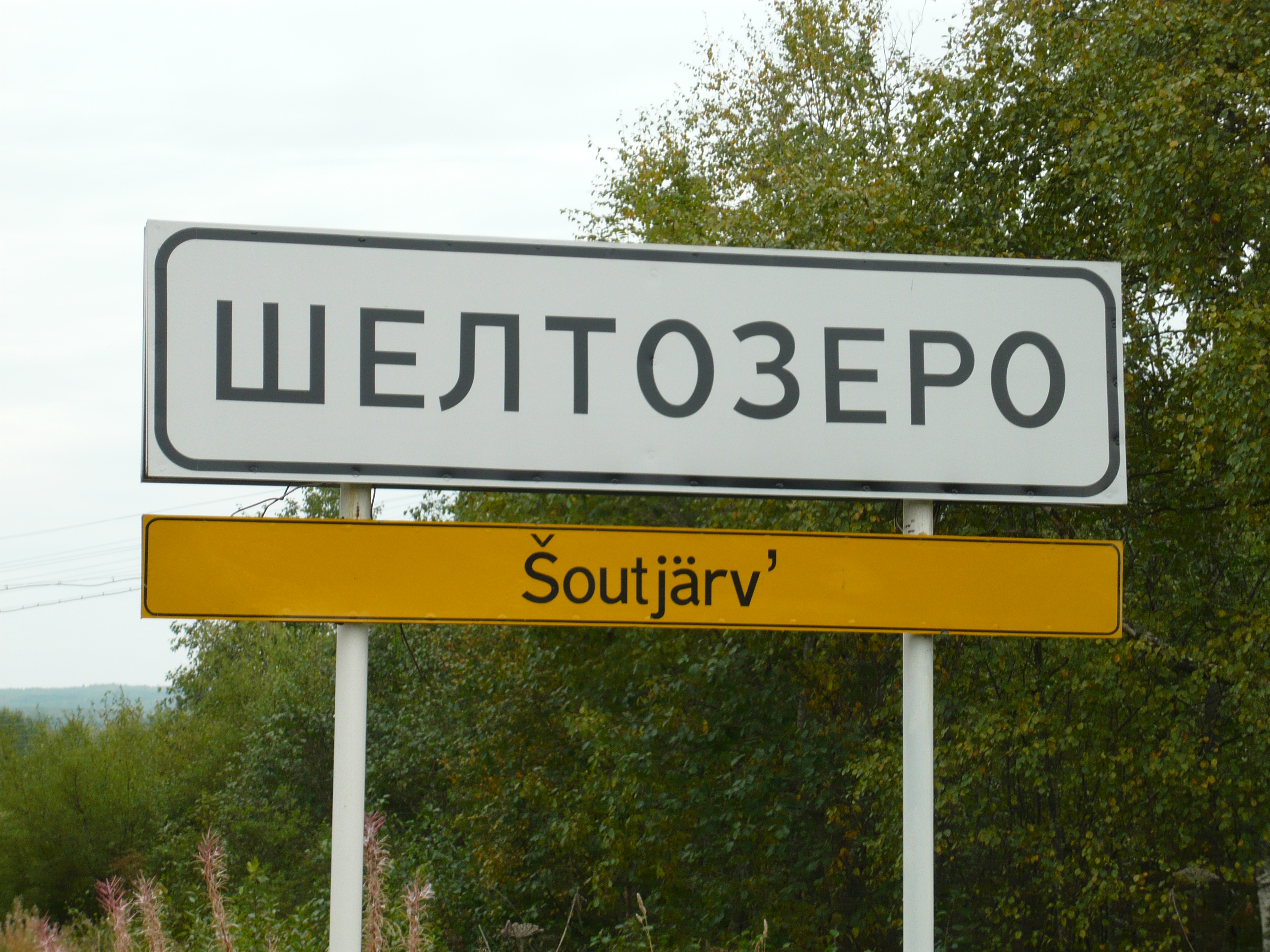
Segnaletica bilingue russo/vepso

Il vepso è scritto con l'alfabeto latino ed è così composto: Aa Bb Cc Čč Dd Ee Ff Gg Hh Ii Jj Kk Ll Mm Nn Oo Pp Rr Ss Šš Zz Žž Tt Uu Vv Üü Ää Öö '.